# Organisme per a la Proscripció de les Armes Nuclears a l'Amèrica Llatina i el Carib
L'Organisme per a la Proscripció de les Armes Nuclears a l'Amèrica Llatina i el Carib o OPANAL és un organisme internacional que promou el desarmament nuclear. Fou creat com a resultat del Tractat de Tlatelolco, signat el 1967 a Mèxic, i en vigor des de 1969, el qual prohibeix els països signataris de fer ús, emmagatzemar o transportar armes nuclears. La seu és a la ciutat de Mèxic, per la qual cosa, segons les estipulacions del Tractat, el secretari general, no pot ser nacional de Mèxic.
En són membres: Antigua i Barbuda, l'Argentina, les Bahames, Barbados, Belize, Bolívia, el Brasil, Colòmbia, Costa Rica, Cuba Dominica, la República Dominicana, l'Equador, El Salvador, Granada, Guatemala, Haití, Hondures, Jamaica, Mèxic, Nicaragua, Panamà, el Paraguai, el Perú, Saint Kitts i Nevis, Saint Lucia, Saint Vincent i les Grenadines, Surinam, Trinitat i Tobago, l'Uruguai, Veneçuela i Xile.